# امامزاده هادی ینگی امام
امامزاده هادی ینگی امام مربوط به دوره صفوی - دوره قاجار است و در شهرستان ساوجبلاغ، روستای ینگی امام ایجاد شده و این اثر در تاریخ ۲۸ دی ۱۳۷۹ با شمارهٔ ثبت ۲۹۶۵ به‌عنوان یکی از آثار ملی ایران به ثبت رسیده است.